# Martin O'Malley
Martin O'Malley (Potomac, Maryland, 18 de gener de 1963), és un polític estatunidenc del Partit Demòcrata. Va ser governador de Maryland de 2007 a 2015.
O'Malley va ser escollit alcalde de Baltimore el 1999 després d'una victòria sorpresa a les primàries demòcrates. Com a alcalde, O'Malley va prioritzar la reducció de la delinqüència a la ciutat. Va ser reelegit el 2004. O'Malley va guanyar les eleccions a governador de 2006, derrotant al governador republicà actual Bob Ehrlich. Durant el seu primer mandat, O'Malley va implementar Maryland StateStat i es va convertir en el primer governador a signar el National Popular Vote Interstate Compact. O'Malley va guanyar la reelecció el 2010. El 2011, va signar una llei que faria que els immigrants il·legals portats als Estats Units com a nens fossin elegibles per a la matrícula universitària de l'estat. El 2012, va signar una llei per legalitzar el matrimoni entre persones del mateix sexe a Maryland. Ambdues lleis es van aprovar en referèndum a les eleccions generals del 2012. O'Malley va exercir com a president de l'Associació de Governadors Demòcrates del 2011 al 2013. Després de deixar el càrrec el 2015, O'Malley va ser nomenat a la Carey Business School de la Universitat Johns Hopkins com a professor visitant centrat en qüestions governamentals, empresarials i urbanes.
Durant molt de temps es rumorejava que tenia ambicions presidencials, O'Malley va anunciar públicament la seva candidatura per a la nominació presidencial demòcrata de 2016 el 30 de maig de 2015. Un dels sis candidats principals, O'Malley va lluitar per obtenir suport i va suspendre la seva campanya l'1 de febrer de 2016, després d'acabar tercer als caucus d'Iowa. Va donar suport a Hillary Clinton quatre mesos després. Des de la seva campanya presidencial, ha impartit conferències a la Universitat de Georgetown i a la Facultat de Dret del Boston College, i ha escrit dos llibres sobre l'ús de la tecnologia al govern.

## Joventut i educació
Martin Joseph O'Malley va néixer a Washington, D.C., fill de Barbara (de soltera Suelzer) i Thomas Martin O'Malley. El pare de Martin va servir com a bombarder a la Força Aèria de l'Exèrcit dels Estats Units al teatre del Pacífic durant la Segona Guerra Mundial, i va recordar haver presenciat l'aixecament del núvol de bolets sobre Hiroshima mentre estava en una missió rutinària. Thomas més tard es va convertir en un advocat de defensa criminal amb seu al comtat de Montgomery i un advocat assistent dels Estats Units per al Districte de Columbia. El pare d'O'Malley era d'ascendència irlandesa; els seus avantpassats provenen d'An Mám al comtat de Galway. Els ascendents de la seva mare inclouen irlandesos, alemanys, holandesos i escocesos. És descendent d'un veterà de la Guerra anglo-americana de 1812-1815, i fou un membre actiu de la Societat General de la Guerra de 1812. Més tard va ser inclòs com a coronel honorari a la Guàrdia de Fort McHenry de soldats recreadors a la Guerra de Lloc històric de 1812 i parc/santuari.
O'Malley va assistir a l'escola "Our Lady of Lourdes" a Bethesda i a l'escola secundària del Gonzaga College. Es va graduar a la Universitat Catòlica d'Amèrica el 1985. Més tard aquell any, es va matricular a la Facultat de Dret de la Universitat de Maryland, al campus urbà de la Universitat de Maryland a Baltimore, obtenint el seu doctorat el 1988, i va ser admès a la Universitat de Maryland bar aquell mateix any.

## Primera carrera política
El desembre de 1982, mentre encara estava a la universitat, O'Malley es va unir a la campanya presidencial de Gary Hart per a les eleccions de 1984. A finals de 1983, es va oferir voluntari per anar a Iowa on va fer un banc per telèfon, va organitzar voluntaris, tocava la guitarra i va cantar en petites recaptades de fons i altres esdeveniments. El 1986, mentre estava a la facultat de dret, O'Malley va ser nomenat per l'aleshores congressista Barbara Mikulski com a directora estatal de camp per a les seves exitoses campanyes d'eleccions primàries i generals per al Senat dels Estats Units. Va servir com a membre legislatiu a l'oficina del Senat de Mikulski el 1987 i el 1988. Més tard aquell any, va ser contractat com a advocat de l'estat assistent per a la ciutat de Baltimore, ocupant aquest càrrec fins a 1990.
El 1990, O'Malley es va presentar al Senat de l'estat de Maryland al 43è districte del senat estatal al nord-est de Baltimore. Va desafiar al titular d'un mandat John A. Pica a les primàries del Partit Demòcrata, i va perdre per només 44 vots. Va ser considerat un desfavorit quan es va presentar per primera vegada per presentar-se, però "va sortir del no-res" per dirigir Pica la nit de les eleccions. Finalment va perdre quan més tard es van comptar les paperetes absents. El 1991, va ser elegit membre de l'Ajuntament de Baltimore en representació del 3r Districte de regidors (quan cadascun dels sis districtes tenia tres membres) i va exercir de 1991 a 1999. Com a regidor, va exercir com a president del Comitè d'Investigacions Legislatives i president de la Fiscalitat. i Comitè de Finances. Durant les primàries demòcrates de 1992, va exercir com a coordinador de Maryland del senador de Nebraska Bob Kerrey.

## Alcalde de Baltimore

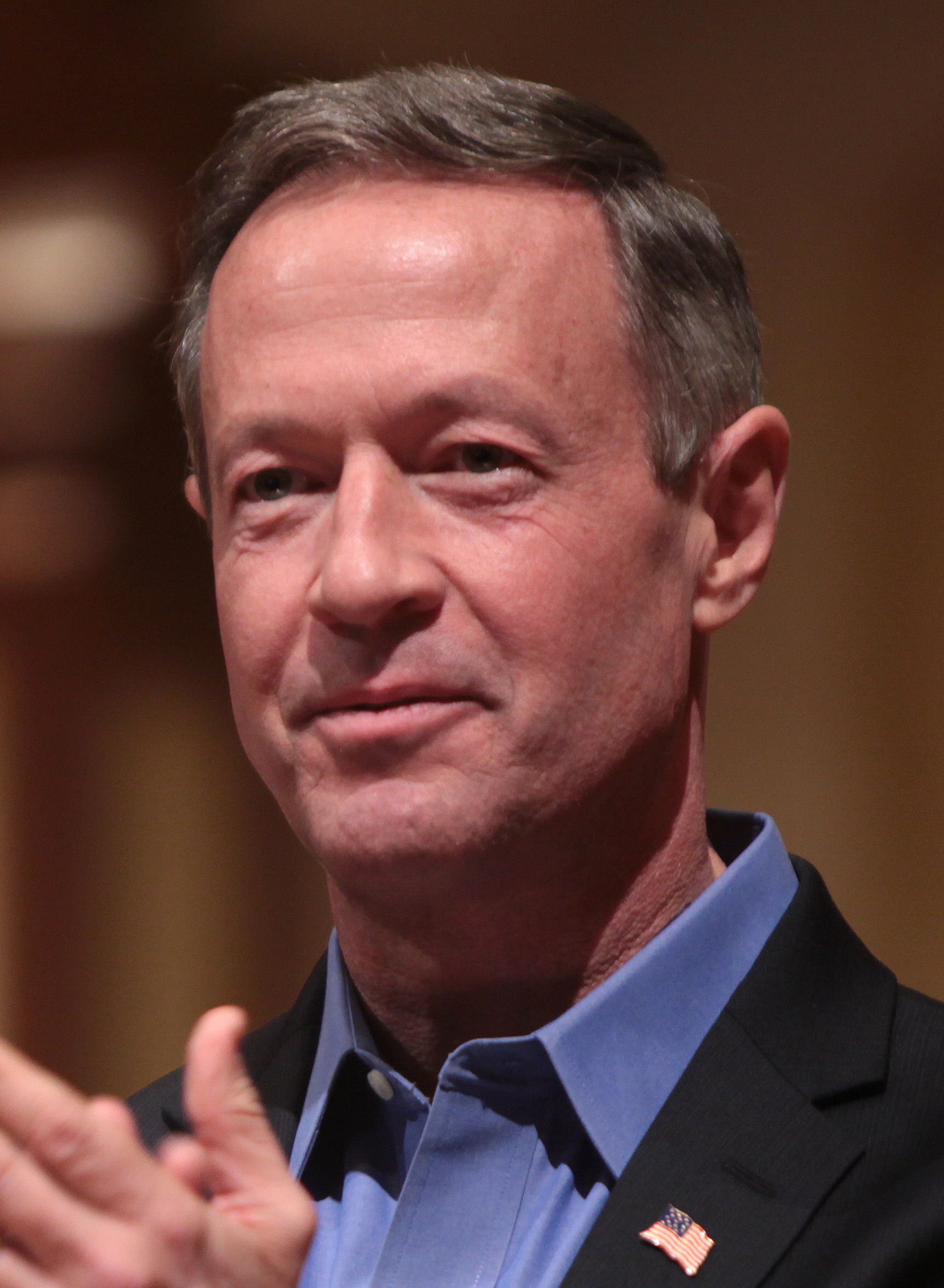
L'exgovernador Martin O'Malley parlant amb els partidaris del Fòrum Presidencial Putting Families First organitzat pel CCI Action Fund a la First Christian Church a Des Moines, Iowa.

- Més informació: eleccions a l'alcaldia de Baltimore de 1999 (anglès)

O'Malley va anunciar la seva decisió de presentar-se a l'alcalde de Baltimore el 1999, després que el titular Kurt Schmoke decidís no presentar-se a la reelecció per a un tercer mandat. La seva entrada a la carrera va ser molt inesperada, i es va enfrontar a dificultats inicials com l'únic candidat caucàsic a l'alcaldia d'una ciutat que havia estat predominantment afroamericana des del cens de 1960 i que recentment havia tingut dos alcaldes de color successius. Els seus oponents més forts a la multitudinària primària de set demòcrates van ser l'antic regidor Carl Stokes, la registradora de testaments de Baltimore Mary Conaway i el president del Consell Lawrence Bell. En la seva campanya, O'Malley es va centrar a reduir la delinqüència i va rebre el suport de diversos legisladors i líders de l'església afroamericans clau, així com el de l'antic alcalde de Baltimore i el governador de Maryland William Donald Schaefer, l'últim alcalde caucàsic de la ciutat, que havia va servir de 1971 a 1987. El 14 de setembre, va guanyar sorprenentment les primàries demòcrates amb una majoria del 53% i va guanyar les eleccions generals amb el 90% dels vots, derrotant al candidat del Partit Republicà, el desenvolupador David Tufaro.
El 2003, O'Malley es va presentar a la reelecció. Va ser desafiat a les primàries demòcrates per quatre candidats, però els va derrotar amb el 67% dels vots. Va haver d'esperar més d'un any per presentar-se a les eleccions generals a causa d'un conflicte entre la llei electoral de Maryland i la carta de la ciutat de Baltimore. Al mateix temps que O'Malley guanyava el seu primer mandat, els ciutadans de Baltimore van votar perquè les eleccions municipals coincidissin amb les eleccions presidencials. Tanmateix, la llei de Maryland atorga a l'Assemblea General el poder exclusiu d'establir les dates de les eleccions primàries, i l'Assemblea General es va negar a traslladar les primàries de l'alcaldia. A les eleccions generals del 4 de novembre de 2004, va ser reelegit amb el 87% dels vots. A causa del conflicte, només va ser elegit per a un mandat de tres anys en lloc del mandat habitual de quatre anys.

## La tinença
Durant la seva primera campanya a l'alcaldia, O'Malley es va centrar en un missatge de reducció de la delinqüència. En el seu primer any al càrrec, va adoptar un sistema de seguiment basat en estadístiques anomenat "CitiStat", inspirat en Compstat, un programa de gestió del crim que es va emprar per primera vegada a mitjans dels anys noranta a la ciutat de Nova York. El sistema registrava cada trucada de servei en una base de dades per analitzar-la. El Washington Post va escriure l'any 2006 que 
| « | "la taxa d'homicidis de Baltimore segueix sent tossudament alta i les puntuacions de les proves de les escoles públiques decebedorament baixes. Però CitiStat ha estalviat uns 350 milions de dòlars estimats i ha ajudat a generar el primer superàvit pressupostari de la ciutat en anys". | » |

 El 2004, el L'eina de responsabilitat CitiStat va guanyar el premi "Innovations in American Government" de la Universitat Harvard. El sistema va despertar l'interès no només de l'alcalde de Washington, DC, Adrian Fenty[28], sinó fins i tot d'especialistes en crims de Gran Bretanya.
El seu historial com a alcalde de Baltimore ha suscitat crítiques. O'Malley ha estat acusat per molts d'establir una estratègia policial de tolerància zero, destinada a reduir l'alta taxa d'assassinats de la ciutat, però que, en canvi, va provocar l'objectiu i l'abús de les comunitats negres.
O'Malley va parlar a la Convenció Nacional Demòcrata de 2004, argumentant que el candidat presidencial demòcrata de 2004 John Kerry era una millor opció per a la seguretat nacional que el president George W. Bush.
Mentre es presentava a governador el 2006, O'Malley va dir que els delictes violents a Baltimore van disminuir un 37% mentre era alcalde. Aquesta estadística va sorgir d'una auditoria de delictes que va utilitzar una metodologia qüestionable i va esdevenir objecte de controvèrsia; va ser acusat tant pel seu oponent principal demòcrata Doug Duncan com pel seu oponent republicà, el governador actual Bob Ehrlich, de manipular les estadístiques per fer afirmacions falses. El Washington Post va escriure aleshores que "no ha aparegut cap evidència d'una manipulació sistèmica de les estadístiques de crim", però que "no hi ha cap manera ràpida o definitiva perquè O'Malley demostri que els seus números són correctes".
A principis de 2005, el governador Robert Ehrlich va acomiadar l'ajudant Joseph Steffen per difondre rumors d'infidelitat matrimonial sobre O'Malley a Internet. O'Malley i la seva dona havien celebrat anteriorment una conferència de premsa molt publicitada per negar els rumors i acusar els republicans de política partidista, tot i que les discussions en què Steffen va publicar els rumors van ser iniciades per un usuari anònim sota el pseudònim "MD4Bush" que més tard es va trobar que va ser Ryan O'Doherty, oficial del Partit Demòcrata de Maryland.

Durant una conferència de 2005 al National Press Club, on alcaldes d'arreu dels EUA es van reunir per denunciar el pressupost proposat pel president George W. Bush, O'Malley va comparar el pressupost amb els atemptats terroristes de l'11 de setembre, declarant: 
| « | "A l'11 de setembre, terroristes, van atacar els nostres nuclis metropolitans, dues de les grans ciutats d'Amèrica. Ho van fer perquè sabien que era on podrien fer més mal i debilitar-nos més. Anys més tard, el nostre comandant en cap ens va fer una proposta de pressupost... I amb una destral pressupostària, està atacant les ciutats dels Estats Units. Està atacant el nostre nucli metropolità". | » |

Per això va ser criticat no només pels republicans sinó també pels seus companys demòcrates, i en una entrevista posterior va dir que "de cap manera tenia la intenció d'equiparar aquestes retallades pressupostàries, per dolents que siguin, a un atac terrorista".

## Atenció mediàtica
El 2002, als 39 anys, O'Malley va ser nomenat "El millor alcalde jove del país" per Esquire; i el 2005, la revista TIME el va nomenar un dels "5 millors alcaldes de les grans ciutats" dels Estats Units. L'agost de 2005, Business Week Magazine Online el va qualificar com una de les cinc "nous estrelles" del Partit Demòcrata, juntament amb el senador i futur president Barack Obama d'Illinois, el futur senador Mark Warner de Virgínia, el futur secretari d'Interior Ken Salazar i el futur cap de gabinet. per al president Obama i l'alcalde de Chicago, Rahm Emanuel. Business Week va declarar que O'Malley 
| « | "s'ha convertit en l'home de referència del partit per protegir la pàtria.[38] L'alcalde telegènic ha desenvolupat un pla detallat per a la seguretat ferroviària i portuària i ha estat un crític obert de les prioritats de seguretat de la Casa Blanca". | » |

## Governador de Maryland

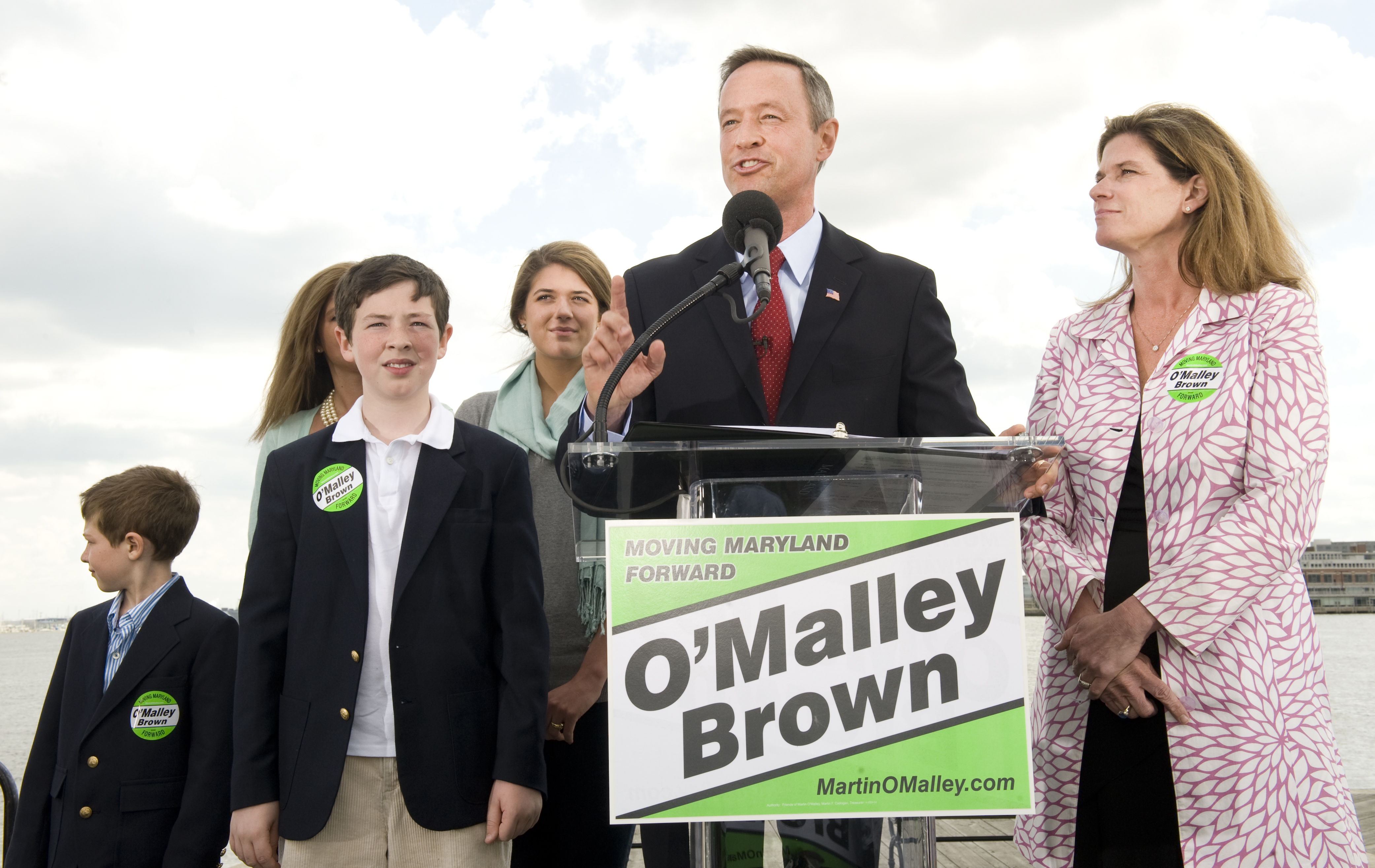
O'Malley anuncia la seva campanya de governador a Baltimore.

- Articles principals: eleccions a governador de Maryland de 2006 i eleccions a governador de Maryland de 2010[2010 Maryland gubernatorial election](anglès)

O'Malley va considerar una candidatura a governador a les eleccions de 2002, però va decidir no presentar-se. L'octubre de 2005, després de moltes especulacions, va anunciar oficialment que es presentaria a les eleccions de 2006. Tenia un oponent principal, l'executiu del comtat de Montgomery Doug Duncan, que va abandonar bruscament el juny uns dies després de ser diagnosticat amb depressió clínica i va recolzar O'Malley, que es va convertir així en el candidat del Partit Demòcrata sense oposició primària, desafiant al titular. Bob Ehrlich. Va seleccionar el delegat Anthony Brown del comtat de Prince George com el seu company de fórmula per a tinent governador.

El Baltimore Sun va avalar O'Malley, dient: 
| « | "Quan va ser elegit alcalde per primera vegada el 1999, l'antic regidor de dos mandats va heretar una ciutat de delinqüència creixent, escoles fallides i perspectives econòmiques reduïdes. Va poder revertir el rumb en tot. d'aquestes àrees." | » |

 El The Washington Post va donar suport al seu oponent, però va assenyalar que O'Malley, tot i que "no va resoldre] els problemes de la delinqüència desenfrenada i les escoles aspre a Baltimore", els havia "posat una mella" mentre criticant la seva campanya de governador per estar massa centrat en Baltimore i oferir "poca substància" en temes de l'àrea de Washington. El Washington Times es va queixar que O'Malley, juntament amb l'Assemblea General de Maryland, s'havien mogut massa a l'esquerra. O'Malley va liderar per marges de diversos punts a la majoria de les enquestes durant la campanya, però les enquestes es van ajustar significativament l'última setmana de campanya. Finalment, va derrotar a Ehrlich 53%–46% a les eleccions generals del 7 de novembre de 2006.
El gran promotor de terres Edward St. John va ser multat amb 55.000 dòlars per l'Oficina del Fiscal de l'Estat de Maryland per fer contribucions il·legals a la campanya de govern d'O'Malley de 2006. El Washington Times va informar més tard que l'administració del governador havia emès un comunicat de premsa promocionant un nou intercanviador d'autopistes de 28 milions de dòlars que portava des de la Interestatal 795 a una de les propietats de St. John. El portaveu del governador O'Malley va dir que no hi havia "quid pro quo", i un portaveu de l'executiu del comtat va dir que el projecte havia estat una prioritat de transport del comtat des d'abans que O'Malley i l'executiu fossin elegits.

El 2010, O'Malley va anunciar la seva intenció de presentar-se a la reelecció mentre que Ehrlich va anunciar que també es presentaria, establint una represa del 2006. La seva futura rival per a la nominació presidencial demòcrata, Hillary Clinton, va dir en un correu electrònic privat aleshores. que 
| « | "hauria de ser reelegit per aclamació per dirigir tan bé el vaixell de l'estat." | » |

 Malgrat les grans pèrdues dels demòcrates a tot el país, O'Malley va derrotar a Ehrlich entre el 56% i el 42%, rebent poc més d'un milió de vots. A causa dels límits de mandat, no va poder presentar-se a un tercer mandat el 2014.

## Primer trimestre
Pressupost

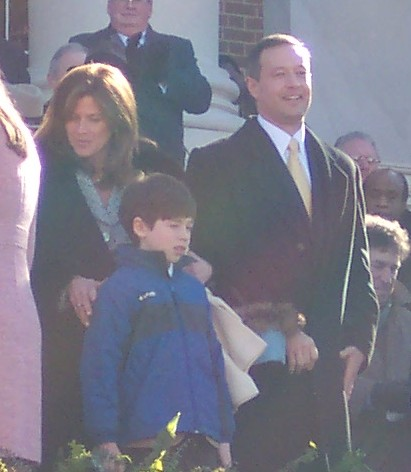
Inauguració de Martin O'Malley. El governador Martin O'Malley va jurar oficialment un segon mandat per Robert M. Bell, jutge en cap del Tribunal d'Apel·lacions de Maryland. A O'Malley es va unir la seva família, la seva dona Katie i els seus fills: Jack, William, Grace i Tara.

O'Malley va convocar una sessió especial de l'Assemblea General el novembre de 2007 per tancar un dèficit pressupostari previst de 1.700 milions de dòlars per al període 2008-2009, en què ell i altres legisladors van aprovar un pla fiscal que augmentaria la recaptació total d'impostos estatals en 14 anys. %. L'abril de 2009, va signar la llei d'aplicació de càmeres de trànsit que havia donat suport i per la qual havia lluitat per ajudar a augmentar els ingressos per intentar superar un dèficit estatal imminent. Mitjançant el seu intens pressionant, la mesura va ser revifada després d'una derrota inicial i es va aprovar una segona votació.
Estat de Maryland
Una de les primeres accions d'O'Malley com a governador va ser implantar el mateix sistema CitiStat que va utilitzar per gestionar la ciutat de Baltimore com a alcalde a nivell estatal. "Maryland StateStat" va ser provat per primera vegada l'any 2007 per unes quantes agències de seguretat pública i serveis humans. El 2014, més de 20 agències van participar en el procés StateStat mitjançant reunions d'agències individuals mensuals i estadístiques trimestrals entre agències, com ara BayStat, StudentStat, VetStat i ReEntryStat. (Més tard, l'EPA basaria el seu programa ChesapeakeStat en l'innovador programa BayStat d'O'Malley.) El 2012, va llançar el portal de dades obertes de Maryland - StateStat, que va utilitzar les dades del portal per fer un seguiment del progrés cap als seus 16 objectius estratègics. Com un dels pocs estats de l'època que vinculava el progrés directament amb les dades obertes, Maryland va liderar la nació en la transparència i la rendició de comptes del govern. O'Malley va dir que el president Obama havia vist StateStat com un model potencial per fer un seguiment del finançament d'estímul.
Partit Demòcrata
O'Malley va ser elegit vicepresident de l'Associació de Governadors Demòcrates per al període 2009–2010, i l'1 de desembre de 2010, va ser elegit president per al període 2010–2011.
Crim
Poc després d'entrar al càrrec, O'Malley va tancar la "Maryland House of Correction" a Jessup, una presó de màxima seguretat notòriament violenta.
Vot Popular Nacional
Vot Popular Nacional
A l'abril de 2007, O'Malley es va convertir en el primer governador a signar una legislació que entrava a un estat en el Pacte Interestatal de Vot Popular Nacional. Dissenyat per reformar la manera com els estats assignen els seus vots electorals, el pla Nacional Popular Vote s'ha promulgat des de llavors a catorze estats addicionals i al Districte de Columbia.

## Segon trimestre
Immigració

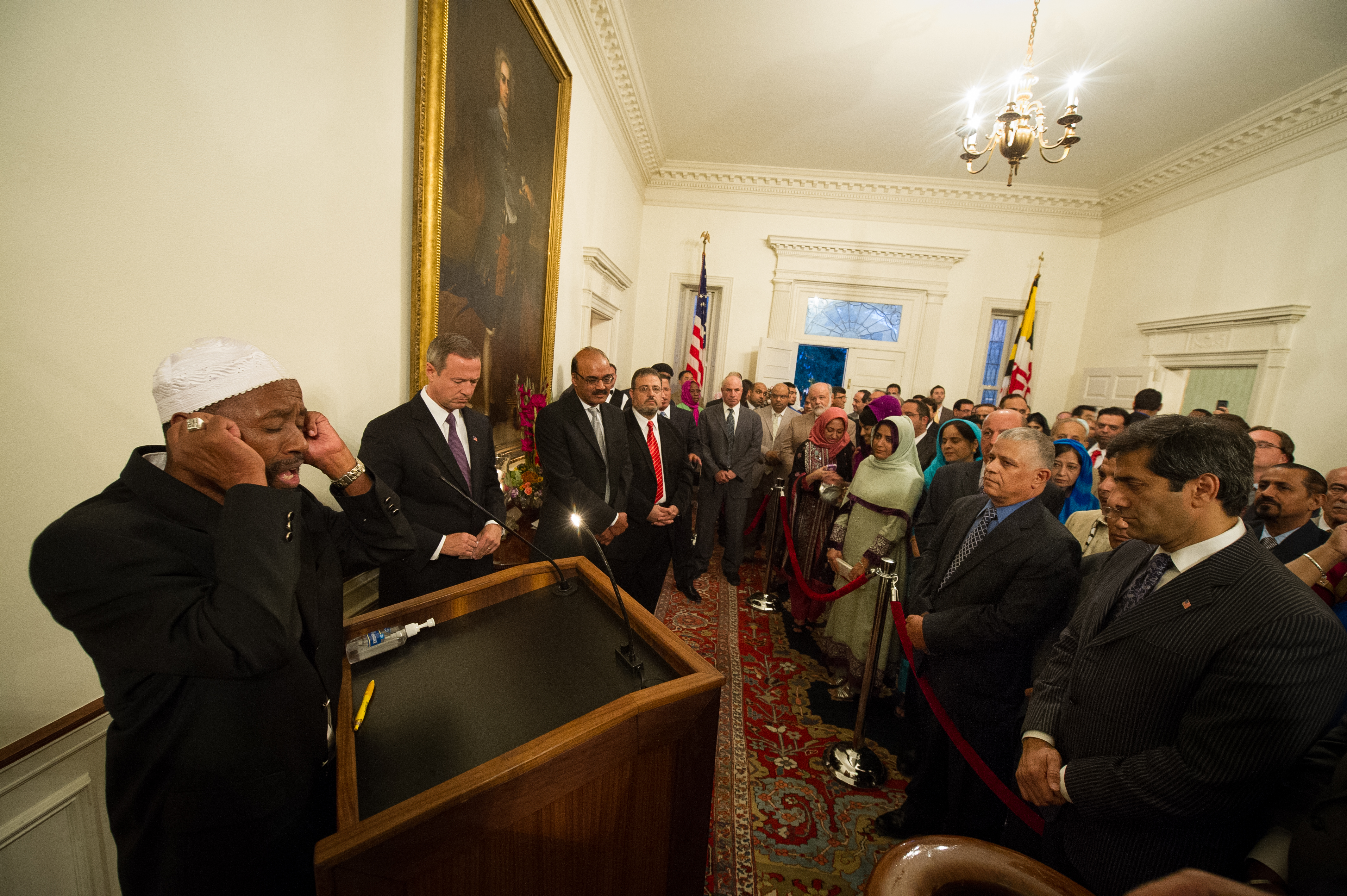
O'Malley a la recepció de l'Iftar durant el Ramadà l'agost de 2013

En un debat durant la campanya de 2010, O'Malley es va referir als immigrants sense papers com a "nous nord-americans" mentre aprovava una aplicació més estricta contra la immigració sense papers per part del govern federal. El maig de 2011, va signar una llei que permetia als fills d'immigrants sense papers elegibles per a la matrícula universitària de l'estat sota determinades condicions. La llei estableix que els immigrants sense papers poden ser elegibles per a la matrícula estatal si han assistit a una escola secundària a Maryland durant tres anys i si ells o els seus pares han pagat impostos estatals sobre la renda durant aquest temps. En resposta, el delegat Neil Parrott va crear una petició en línia per suspendre la llei a l'espera d'un referèndum a votar a les eleccions generals de 2012. El 6 de novembre de 2012, la majoria (58%) dels votants estatals van aprovar la pregunta 4 del referèndum en suport de la llei que O'Malley havia signat.
Durant la crisi del 2014 que va implicar nens immigrants sense papers procedents d'Amèrica Central que creuaven la frontera, O'Malley es va negar a obrir una instal·lació a Westminster, Maryland, per allotjar-los. La Casa Blanca va criticar la seva decisió com a hipòcrita donat els seus comentaris anteriors que pensava que deportar tots aquests nens era incorrecte, però va protestar perquè els seus comentaris havien estat mal interpretats.
Matrimoni entre persones del mateix sexe
- Més informació: Matrimoni entre persones del mateix sexe a Maryland (anglès)

O'Malley va donar suport a un projecte de llei considerat per l'Assemblea General per legalitzar el matrimoni entre persones del mateix sexe a Maryland, tot i que l'arquebisbe de Baltimore Edwin O'Brien l'havia instat com a catòlic a no donar suport al projecte de llei en una carta privada enviada dos dies abans d'O'Malley va expressar el seu suport.
| « | "Soc molt conscient que els esdeveniments recents a Nova York han intensificat la pressió sobre vosaltres perquè doneu el vostre suport actiu a la legislació per redefinir el matrimoni" | » |

, va escriure O'Brien. 
| « | "Com a defensors de les veritats que estem obligats a defensar, parlem amb la mateixa intensitat i urgència en oposició a la vostra promoció d'un objectiu que entra tan profundament en conflicte amb la vostra fe, per no parlar dels millors interessos de la nostra societat". | » |

 O' Malley va respondre: 
| « | "No presumo, ni presumiria mai com a governador, qüestionar o infringir la vostra llibertat per definir, predicar i administrar els sagraments de l'Església Catòlica Romana. Però en el tema públic de la concessió drets civils matrimonials a parelles del mateix sexe, tu i jo no estem d'acord." | » |

 La Cambra de Delegats de Maryland va aprovar aquest projecte de llei per 72–67 el 17 de febrer, i el Senat de l'Estat de Maryland el va aprovar amb un marge de 25–22 el 23 de febrer. Es va modificar per entrar en vigor només l'1 de gener de 2013, a l'espera d'un referèndum de votants. Després que O'Malley signés el projecte de llei l'1 de març de 2012, els peticionaris del referèndum van recollir les signatures necessàries per impugnar la llei, però la pregunta del referèndum qüestió 6 en suport del matrimoni entre persones del mateix sexe va ser aprovada en un 52,4% el 6 de novembre, 2012.
Benestar animal
El 2013, O'Malley va signar un projecte de llei per prohibir la pràctica de les aletes de tauró a Maryland, convertint-se en el sisè estat dels Estats Units a promulgar aquesta regulació. La signatura d'aquest projecte de llei va convertir Maryland en el primer estat de la costa est que va il·legalitzar la possessió, la venda, el comerç o la distribució d'aletes de tauró.
Medi ambient

O'Malley es va oposar a una demanda de 2011 presentada per la Clínica de Dret Ambiental de la Universitat de Maryland contra "Perdue Farms", una corporació agroalimentària amb seu a Maryland. La demanda va acusar Perdue de permetre l'escorrentia de la contaminació per fòsfor" d'una de les seves granges de contacte a la badia de Chesapeake. El 2014, també es va comprometre a vetar la "Poultry Fair Share Act que requeriria que les empreses avícoles de Maryland paguessin impostos per netejar la badia de Chesapeake iguals als impostos de neteja existents requerits per als ciutadans de Maryland.

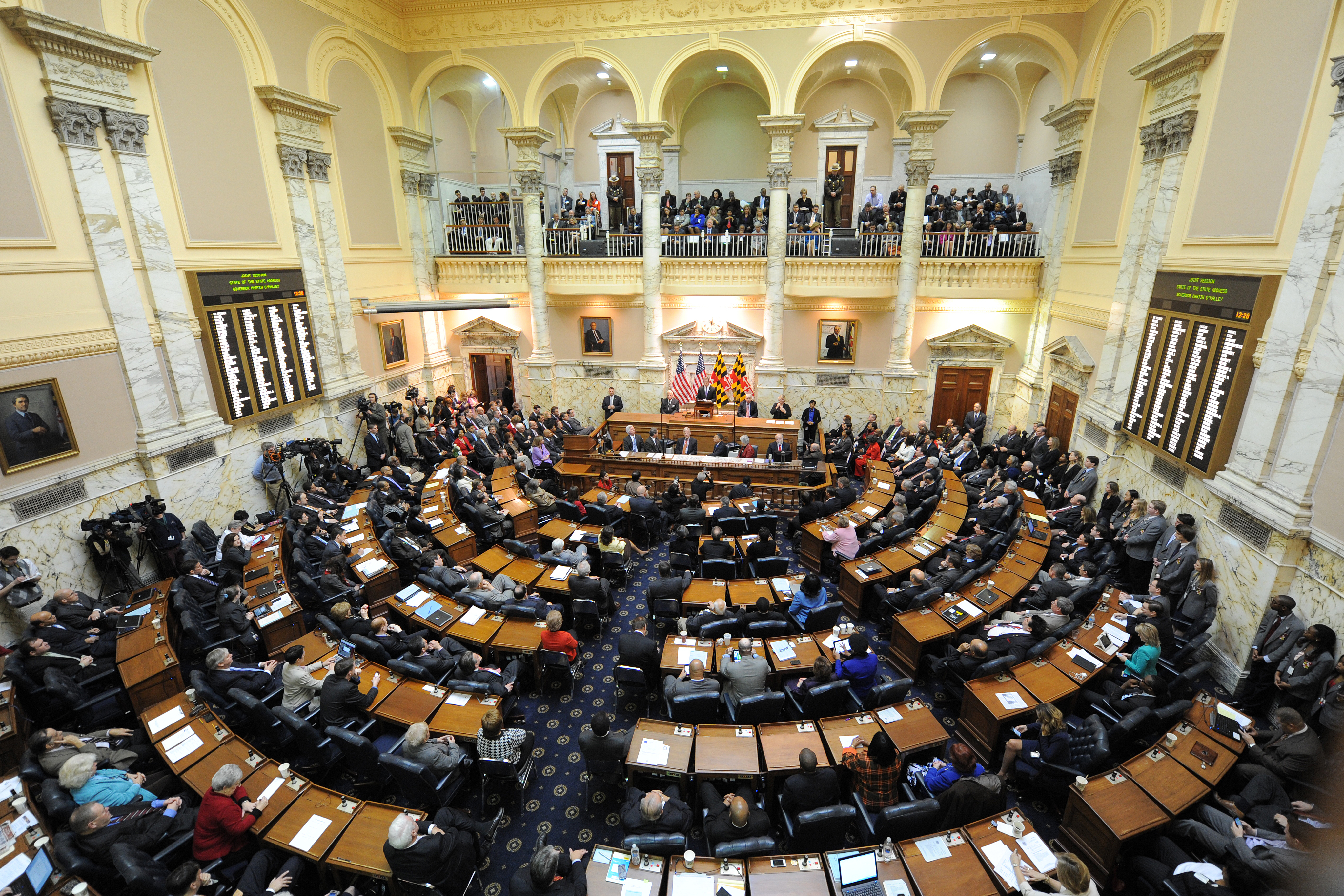
O'Malley va pronunciar el discurs de l'estat de l'Estat el 2013.

També l'any 2014, O'Malley va aprovar la pràctica de la fractura hidràulica, o "fracking", a l'oest de Maryland, però només a condició de regulacions estrictes. Abans havia bloquejat la tècnica de la regió durant tres anys, a l'espera de l'informe de la Comissió Assessora de Marcellus Shale sobre els riscos i beneficis d'aquest controvertit procediment.
El desembre de 2014, O'Malley va emetre una ordre executiva per impulsar un futur Zero Waste per a Maryland, però el pla va ser cancel·lat més tard pel successor d'O'Malley, Larry Hogan, el 2017 "en resposta a les queixes dels governs locals.
Pena capital
O'Malley, és un opositor des de fa temps a la pena capital, va signar un projecte de llei el 2 de maig de 2013, que derogava la pena capital a Maryland per a tots els futurs delinqüents. Encara que la derogació no va afectar els cinc presos que es trobaven llavors en el corredor de la mort a Maryland, O'Malley va commutar les sentències de quatre d'ells per cadena perpètua sense possibilitat de llibertat condicional.
Control d'armes
O'Malley va donar suport al control d'armes en el seu segon mandat. El 16 de maig de 2013, va signar un nou projecte de llei sobre el control d'armes.
L'avortament
O'Malley és a favor de l'elecció i creu que l'avortament hauria de ser legal sense la interferència del govern fins al moment de l'embaràs quan el fetus podria sobreviure fora de l'úter. A Maryland, la viabilitat del fetus es defineix com quan, segons el millor criteri mèdic d'un metge, hi ha una probabilitat raonable de supervivència sostinguda del fetus fora de l'úter, que de mitjana és de 22-24 setmanes.

## Ambicions polítiques
Després que O'Malley va substituir la candidata presidencial demòcrata de 2008, Hillary Clinton, en un esdeveniment de campanya demòcrata el 2 de juny de 2007, a New Hampshire, el líder de la minoria republicana de Maryland, Tony O'Donnell, va dir en resposta: 
| « | "És el secret pitjor guardat de Maryland. que el governador té ambicions nacionals." | » |

 El president del Senat estatal, Thomas V. Miller Jr., va dir que el futur polític d'O'Malley "entra en joc en tot el que fa", i va afegir que O'Malley s'assembla "molt a Bill Clinton en ser lent i, deliberatiu i calculador en tot el que fa."
L'especulació sobre els plans d'O'Malley es va veure alimentada encara més pel seu alt perfil a la Convenció Nacional Demòcrata de 2012, on se li va donar un espai per a parlar en hora de màxima audiència la segona nit i va parlar amb delegacions de diversos estats, inclòs Iowa, on hi ha els primers caucus presidencials, celebrat en anys electorals i, Ohio, un estat clau en les darreres eleccions presidencials. El protagonisme d'O'Malley a la convenció va generar tant suport com crítiques al seu disc. El senador nord-americà Ben Cardin i l'executiu del comtat de Howard Ken Ulman van elogiar el seu discurs, amb Ulman dient: "Per agafar prestat un eslògan de la seva adreça, la seva carrera avança, i no enrere".

## Campanya presidencial 2016
- Article principal: campanya presidencial de Martin O'Malley 2016 [Martin O'Malley 2016 presidential campaign](anglès)

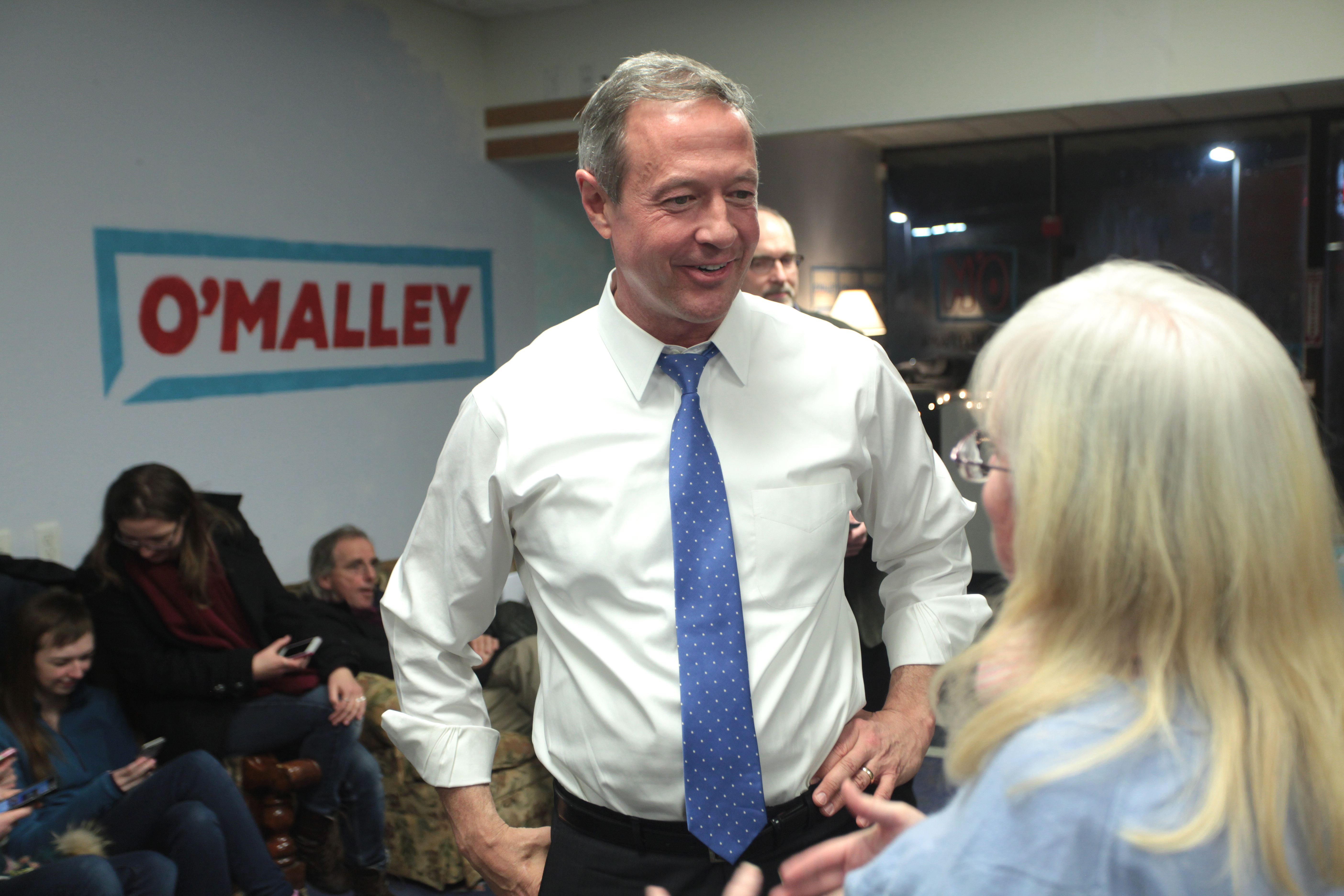
O'Malley a la campanya de Manchester, New Hampshire

O'Malley va expressar públicament interès en una candidatura presidencial el 2016 en diverses ocasions. En una conferència de premsa a Milwaukee, Wisconsin, i en una reunió de l'Associació Nacional de Governadors l'agost de 2013, va admetre que estava establint "el marc" per a una carrera presidencial. L'octubre de 2014, va parlar d'algunes de les seves polítiques potencials com a president durant una taula rodona amb Paul Hawken i Tom Steyer. A l'abril de 2015, va dir que esperava prendre una decisió sobre la cursa a finals de maig.
Després de mesos de reflexió, O'Malley va indicar a Twitter que anunciaria la seva candidatura el 30 de maig de 2015, a l'històric Federal Hill Park de Baltimore, amb vistes al pintoresc horitzó del centre de la ciutat i a l'Inner Harbor. En aquella data, va anunciar formalment la seva candidatura per a la nominació presidencial de 2016.

L'1 de febrer de 2016, després de tenir un mal rendiment als caucus d'Iowa, però, va suspendre la seva campanya, rebent només el 0,6% dels equivalents de delegats estatals atorgats als caucus d'Iowa mentre que tant l'antiga primera dama, la senadora dels Estats Units i la secretària d'estat Hillary Clinton de New York i el senador Bernie Sanders de Vermont van rebre més del 49% cadascun. Després de suspendre la seva campanya, l'antic governador de Maryland va pronunciar un discurs, dient:
| « | <Aquesta nit us he de dir que suspenc aquesta candidatura presidencial. Però no acabo amb aquesta lluita. Val la pena salvar el nostre país, val la pena salvar el somni americà i val la pena salvar aquest planeta. Així doncs, mentre avancem cap a la tardor, resolguem tots junts que l'amor, la generositat, la compassió i el compromís d'aquesta campanya continuaran orientant el nostre país cap endavant.> | » |

Quatre mesos després, el 9 de juny de 2016, O'Malley va donar suport oficialment a Hillary Clinton.
Conseqüències
Es va especular com una possible opció per a la Secretaria de Seguretat Nacional dels Estats Units, en cas que Hillary Clinton fos escollida presidenta. Aquesta especulació es va fer discutible quan Donald Trump va ser elegit, finalment escollint John F. Kelly.
El 5 de maig de 2016, O'Malley es va unir a la xarxa "MetroLab", un grup centrat en col·laboracions ciutat-universitat i amb seu al Heinz College (l'escola de polítiques públiques de la Carnegie Mellon University) a Pittsburgh, Pennsilvània. Va ser nomenat president del comitè assessor i va ser membre sènior. Posteriorment, O'Malley va ser nomenat membre de l'Institut de Política i Servei Públic de la Universitat de Georgetown a Washington, D.C. Després de les primàries demòcrates, O'Malley va explorar una possible candidatura a la presidència del Comitè Nacional Demòcrata. Més tard va retirar l'interès després que el representant de Minnesota, Keith Ellison, rebé l'aval de diverses figures demòcrates importants.
El juny de 2016, el "Rappaport Center for Public Policy de la Boston College Law School" va anunciar que O'Malley seria el professor visitant inaugural de Jerome Lyle Rappaport i ensenyaria a la facultat de dret durant el semestre de primavera de 2017.

El Baltimore Sun va informar el 31 de maig de 2017 que O'Malley va admetre que ell, juntament amb altres demòcrates, va dirigir el districte sisè de l'estat en un esforç reeixit per derrocar a la diputada republicana vigent Roscoe Bartlett el 2012. En una declaració de 2013, O. "Malley va admetre: 
| « | "Va ser la meva intenció crear... un districte on la gent tingués més possibilitats d'elegir un demòcrata que un republicà". | » |

## Vida personal

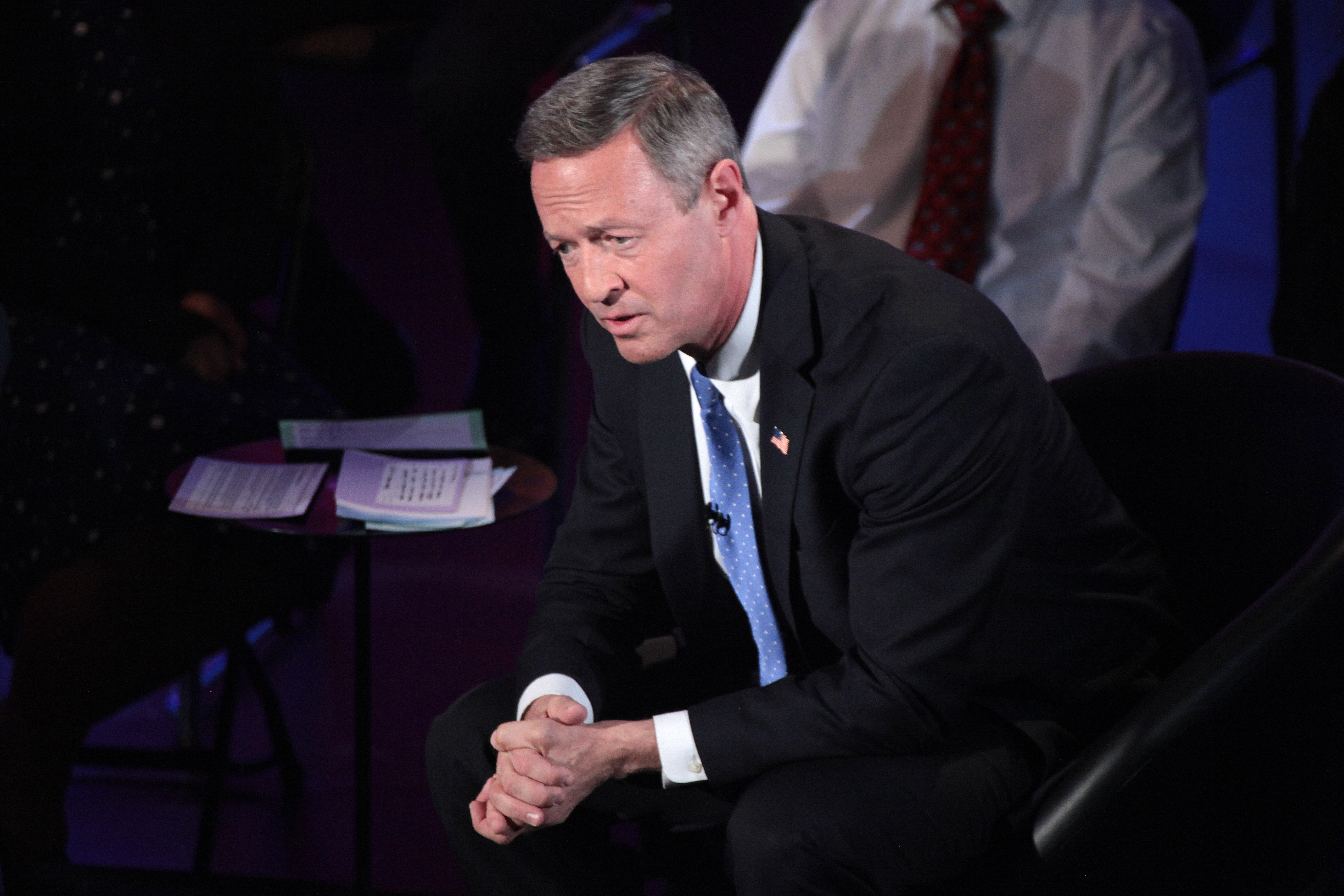
Martin O'Malley en un descans.

O'Malley va conèixer la seva dona, l'antiga Catherine "Katie" Curran, el 1986 mentre tots dos estaven a l'escola de dret. En aquell moment, estava treballant en la campanya de Barbara Mikulski al Senat dels Estats Units i ella treballava en la campanya del seu pare J. Joseph Curran Jr. per al fiscal general de Maryland. Es van casar el 1990 i són pares de quatre fills, Grace, Tara, William i Jack. Abans de les eleccions de 2006, el sogre d'O'Malley, Joseph Curran, citant la seva edat i la seva llarga carrera, va decidir no buscar la reelecció com a fiscal general, evitant qualsevol conflicte d'interessos que pogués sorgir en tenir O'Malley com a fiscal. governador. O'Malley és un catòlic, que es va educar a escoles catòliques i va ser descrit per The Washington Post el 2015 com 
| « | "un creient que resa cada matí, a l'església cada diumenge". | » |

 Sovint viatja a l'oest d'Irlanda i la Universitat de Galway li van concedir un títol honorífic el 2008.
El novembre de 2019, O'Malley es va trobar amb el secretari adjunt en funcions del Departament de Seguretat Nacional, Ken Cuccinelli II, en un bar de Capitol Hill i es van confrontar, amb el qual The Washington Post va informar que un testimoni, va descriure com una "diatriba que invocava vergonya" centrada en les Polítiques d'immigració de l'administració Trump.

## La Banda d'O'Malley
O'Malley ha dit que va créixer envoltat de música irlandesa. Mentre assistia al Gonzaga College High School a Washington DC el 1979, O'Malley i el seu entrenador de futbol Danny Costello van formar una banda, Shannon Tide, que tocava música irlandesa i folk rock. Després de graduar-se a la Facultat de Dret de la Universitat de Maryland, O'Malley va anar en solitari durant un any. El 1988, va fundar la banda de rock celta de Baltimore O'Malley's March, en la qual encara és el cantant principal i toca la guitarra acústica i el penny whistle. A més de la música irlandesa, els pilars de la banda inclouen "Ring of Fire" de Johnny Cash, "This Land Is Your Land" de Woody Guthrie, la cançó de saló "Hard Times Come Again No More", "Body of an American" de The Pogues i "Scare Away The Dark" del passatger. Durant l'alcaldia d'O'Malley va escriure i interpretar una sèrie de cançons que celebraven la seva ciutat d'adopció i la seva forta herència irlandesa. Quan s'acostava el bicentenari de la Guerra de 1812 el 2012-2015, mentre encara era governador, ell i els seus compatriotes van celebrar la derrota britànica a la "Battle for Baltimore" i altres números musicals en un emotiu concert a Patterson Park a East Baltimore en l'aniversari de l'atac per terra i mar en el Dia dels Defensors del setembre de 2014. A més de llocs més tradicionals, la banda actua per als esdeveniments de la campanya d'O'Malley. El 2012, va tocar a la Casa Blanca pel 44è president Barack Obama com a part d'una celebració ampliada de la Diada de Sant Patrici en honor al primer ministre irlandès Enda Kenny. O'Malley's març continua actuant després de la decisió d'O'Malley de posar fi a la seva campanya presidencial de 2016. A través d'O'Malley's March, s'ha acostat a Leo Moran i altres membres de la banda The Saw Doctors.

## En altres mitjans
Segons David Simon, el creador del drama d'HBO The Wire, l'alcalde fictici de Baltimore Tommy Carcetti "no és O'Malley", però O'Malley va ser una de les diverses inspiracions. Escrivint a la revista Baltimore uns quants anys després que el programa s'hagués tancat, Simon va revelar una conversa telefònica privada amb O'Malley quan començava la producció de la segona temporada del programa, en la qual l'alcalde va instar que es canviés el contingut del programa per posar Baltimore i la seva administració en una millor llum, i va amenaçar la continuació de l'espectacle a Baltimore tret que es fessin aquests canvis.
O'Malley va aparèixer a la pel·lícula Ladder 49 com ell mateix.
O'Malley és un aficionat a la Guerra de 1812. El documental de 2004 de History Channel First Invasion: The War of 1812 el va presentar en un segment sobre l'atac britànic a Baltimore el 1814. També va aparèixer al documental de Travel Channel de 2014 The War of 1812 Trail.
El 2019, O'Malley va aparèixer a The Late Late Show d'Irlanda per parlar del seu amor per la música de Shane MacGowan.